# Ruta 146
La Ruta 146, anteriormente conocida como ruta Q-50-O, es una carretera chilena ubicada en la Región del Biobío. La ruta se inicia en Cabrero, y finaliza en Concepción. Es el principal acceso a dicha ciudad desde el sur del país.
El 9 de abril de 2013, el Ministerio de Obras Públicas declaró la ruta Q-50-O como camino nacional, cambiándole el rol a Ruta 146 y agregándole el tramo comprendido entre Agua de la Gloria y Concepción, que pertenecían a la antigua Ruta 148 que pasó a denominarse N-48-O.
La ruta se sometió a trabajos de conversión a autopista de doble calzada del 2012 al 2016, a cargo de Sacyr Concesiones Chile S.A.. La nueva carretera se llama Autopista Valles del Biobío.

## Áreas Geográficas y Urbanas
- kilómetro 03 Comuna de Cabrero.
- kilómetro 14 Cruce Reunión (Yumbel/Laja).
- kilómetro 46 Copiulemu.

## Sectores de la ruta
Cabrero - Agua de la Gloria Carretera pavimentada, calzada simple, en algunos tramos existe pista adicional para vehículos lentos.